# Pedro Nava
Pedro da Silva Nava (Juiz de Fora, 5 de junho de 1903 – Rio de Janeiro, 13 de maio de 1984) foi um médico e escritor brasileiro.
Formou-se em medicina na Universidade Federal de Minas Gerais em 1927 e participou da geração modernista de Belo Horizonte.  Médico, foi dos poucos não-juristas a assinar o Manifesto dos Mineiros.  Foi o maior memorialista da literatura brasileira, autor de sete livros: Baú de Ossos, Balão Cativo, Chão de Ferro, Beira-Mar, Galo das Trevas, O Círio Perfeito, Cera das Almas (Nava, 2006) (póstumo, incompleto).  Neles, Pedro Nava traçou um painel completo da cultura brasileira no século XX, incluindo costumes familiares e cultura popular. A obra memorialística de Nava é monumental no escopo temporal, abrangendo quase dois séculos, na riqueza temática, vocabular e estilística, no tamanho (umas 2600 páginas) e na erudição e "consagrou-se como o monumento literário mais notável do memorialismo brasileiro, sem similares em qualquer época". Pedro Nava foi eleito membro da Academia Nacional de Medicina em 1957, sucedendo Irineu Malagueta de Pontes na Cadeira 06, que tem Manuel de Valadão Pimentel como patrono.

## Juventude e Medicina
Nascido em Juiz de Fora, Minas Gerais, no dia cinco de junho de 1903, Pedro da Silva Nava era filho do médico cearense José Pedro da Silva Nava com a mineira Diva Mariana Jaguaribe Nava.
Pedro Nava ingressou na Faculdade de Medicina de Belo Horizonte(hoje Universidade Federal de Minas Gerais) em 1921 e logo se enveredou para os estudos de Anatomia Humana, o que mais adiante seria percebido como uma chave mestra de compreensão entre as inspirações médicas e literárias de Pedro Nava. Era a área da medicina que mais o encantava. Em 1920, aos 17 anos, respondeu a um “questionário” no Colégio Pedro II, no Rio. Esse tipo de enquete era comum entre colegas de turma. Elaborado por Carlos Paiva Gonçalves, destacam-se três perguntas e respostas: 
"— 4. Que pensas da vida?
A vida é como um anfiteatro anatômico: aí estudamos as chagas sempre abertas, vemos a podridão, o mal, o horror, o cancro e o pior de tudo a “hipocrisia do otimismo”, tudo num montão de lama – a sociedade.
— 6. Que carreira pretendes seguir?
A medicina.
— 7. Por que a escolheste?
Porque é a que me oferece mais encantos, porque por intermédio dela estudarei este emaranhado de vasos, esta reunião de músculos, esta teia de nervos, que compõem este monte de elementos apodrecidos."
Em 1928 se formou, mas já atuava em cargos públicos nos setores de Saúde em Belo Horizonte. O círculo familiar e afetivo da Nava teve boas influências tanto na sua vida intelectual, quanto na medicinal. Por ter sido filho de médico e parente de pessoas influentes nas cidades onde morou, sempre esteve em bons cargos públicos da área de saúde. Dentre os feitos da sua carreira como médico, Nava foi membro da Sociedade Brasileira de Medicina e Cirurgia, foi livre docente em Clínica Médica na Universidade do Brasil, diretor do Hospital Carlos Chagas, dentre outros feitos. Foi designado pelo Ministério da Educação e Cultura (MEC) para estudar, na Europa, a organização de clínicas reumatológicas. A escrita das Memórias ocorreu após a aposentadoria do médico no Serviço Público, em 1969; o autor, entretanto, permaneceu atendendo em seu consultório particular até 1983.  O abandono da atividade médica deveu-se ao início de surdez, fazendo com que Nava se debruçasse de vez na literatura.
Suas páginas sobre a medicina são das maiores da literatura brasileira. A Belo Horizonte dos anos vinte e o Rio Antigo aparecem em suas narrativas como uma força poética e uma profundidade observacional que muitas vezes se transformam em pura poesia, levando o leitor a um mundo mágico.  Segundo Carlos Drummond de Andrade, "possuía essa capacidade meio demoníaca, meio angélica, de transformar em palavras o mundo feito de acontecimentos." Nava também possuía grande talento de pintor, e só não o foi profissionalmente por opção.

## Memorialista
Nos seis volumes de memória de Pedro Nava há o caráter ideológico ao relatar as efemeridades de sua vida, bem como as reflexões que faz sobre os fatores sociais que o circundam, em principal, seu ofício da cura. Experiências de vida — profissionais e pessoais — e visões de sociedade se misturam num emaranhado de sucessivas mudanças de cidades, cargos exercidos e perda de familiares por falecimento, bem como as sucessivos eventos históricos que o Brasil e o mundo viviam na primeira metade do século XX.
As memórias e reflexões sobre a profissão médica sempre estiveram presentes nas Memórias de Pedro Nava. Epidemias, episódios notáveis e doenças que o acometeram, bem como a juventude nos tempo da Faculdade de Medicina de Belo Horizonte e Colégio Pedro II, o convívio com o pai médico, as constantes mudanças de cidade, tudo isso sempre suscitou divagações do autor.
O baú de ossos surpreende, assusta, diverte, comove, embala, inebria, fascina o leitor, com suas memórias da infância. Doutores, políticos, intelectuais, comerciantes, aventureiros, senhoras, desfilam nas páginas do amigo de Carlos Drummond de Andrade.
Não importa muito a direção. O balão cativo representa o lado noruega de Juiz de Fora. Pedro Nava mergulhou na leitura de Defoe, Dickens, Ruskin, Byron, Shelley, Tennyson, Longfellow, Walt Whitman, Camões, Camilo, Fialho, Gil Vicente, Lima Barreto, Artur Azevedo, Nabuco e Machado de Assis. Tudo era sagrado porque tudo era letra impressa.
Ocorrida quando o autor tinha oito anos de idade, a morte do pai é o marco inicial das lembranças de Nava sobre aquele período. Até então residente no Rio, para onde se mudara em busca das benesses da prosperidade e da civilização, a família - agora reduzida à mãe, Diva Jaguaribe Nava, e seus cinco filhos pequenos - viu-se obrigada a retornar para Minas, onde as paredes, janelas e árvores da casa de Inhá Luísa, a implacável avó materna, testemunharam os últimos anos da infância do autor. Aos 11 anos, Nava abandona a educação mais ou menos informal que até então vinha recebendo para matricular-se no recém-inaugurado internato do Ginásio Anglo-Brasileiro, em Belo Horizonte. O autor havia se transferido para a capital mineira em 1913, novamente na companhia da mãe e dos irmãos. Em 1916, já adolescente, retorna ao Rio de Janeiro, onde inicialmente se hospeda na casa de parentes antes de ser admitido no internato do Colégio Pedro II, um dos colégios mais tradicionais do país.
O chão de ferro da Rua Major Ávila era perto do centro de Minas, do mundo mundo vasto mundo. A descrição das aulas no Colégio Pedro II naquele 1917 é de fina categoria. Falta de sono e insônia. Aos quinze anos surge nas memórias o heterônimo do Nava, o Egon.
O narrador se desloca de trem entre esses dois polos todo o tempo: no Rio está o colégio interno; em Minas, as férias com a família e, posteriormente, a faculdade em que ingressa em 1921. Não são polos meramente geográficos, mas dimensões existenciais, afetivas, intelectuais, sociais, culturais e civilizatórias distintas.
A última década da República Velha testemunhou eventos políticos e culturais que forjaram a feição do Brasil moderno, entre os quais a Semana de Arte Moderna de 1922, as revoluções tenentistas e a Coluna Prestes. Cronista privilegiado desse período da história do país - pois foi ao mesmo tempo observador e ator de importantes desdobramentos do modernismo, além de amigo de futuros políticos eminentes -, Pedro Nava apresenta em Beira-mar a quarta parte de sua suntuosa saga memorialística.
Beira-mar deveria ser leitura obrigatória para alunos de medicina. Nava descreve seu primeiro amor, e o suicídio da filha do seu professor. Em 1922, surge nas memórias o nome de JK, Juscelino Kubitschek de Oliveira, colega de turma do autor.
Os dois últimos volumes, galo-das-trevas e o círio perfeito, ou, em busca do tempo perdido, pela clara inspiração proustiana, são uma longa carta de adeus.

## Historiador
A obra de Pedro Nava como historiador está completamente ligada a sua profissão. O autor mostra em sua obra o interesse em desvelar o processo histórico de evolução da medicina na História do Brasil, tendo como base notável rigor científico. Os estudos da História da Medicina no Brasil do autor, desde o período colonial até os das primeiras décadas do século XX, estão notavelmente preocupados em entender as relações entre a Medicina e a sociedade em que Nava vivia. Enquadrado no crescente pensamento modernista do período, Nava tentava entender o patamar da medicina do seu contexto a partir dos estudos históricos, tentando assim propor rupturas e melhorias das instituições de saúde, as quais criticava com acidez. Nava é herdeiro de uma tradição historiográfica ligada ao positivismo de Augusto Comte e Leopold Von Ranke, defensores da perspectiva filosófica embasada na neutralidade e necessidade de trato com as fontes do período. O trabalho do historiador consistia em consultar documentos, identificar os "fatos históricos", coordená-los e expô-los coerentemente. No Colégio D. Pedro II, no Rio de Janeiro Nava foi aluno de João Ribeiro, autor que formou gerações de brasileiros com suas publicações.  Em Pedro Nava e João Ribeiro, observamos a concepção de História dominante no período e o que se enfatizava em seu ensino. Na época mencionada por Nava, predominavam, nos estudos de História, concepções herdadas do século XIX – século de revoluções burguesas, organização do mundo capitalista e da escrita das histórias nacionais.
Contemporâneo de Gilberto Freyre, Caio Prado Júnior e Sérgio Buarque de Holanda, Nava se influenciaria pela escrita desses autores, que trouxeram substanciais mudanças no âmbito da História e das Ciências Sociais no Brasil, sobretudo pelo caráter modernista das escritas, em que se tentava entender o país a partir da sua história, para depois propor um modelo de construção da nova identidade nacional que deveria se formar no país.
Anatomista de ofício, Pedro Nava pretendia realizar um minucioso estudo “anatômico” da História da Medicina no Brasil para assim alertar quanto ao diagnóstico do quadro da saúde brasileira, bem como a ligação entre a medicina e a sociedade e propor a cura e assistência para os entraves presentes ao progresso do país. Assim, os ofícios da medicina e das letras estão bem próximos na obra do autor. Portanto,  a Medicina está inserida em um momento histórico, por conseguinte, correlacionada com outras áreas. O caráter enciclopédico da memorialística de Pedro Nava aponta para essas correlações. Os textos de Nava estão inseridos no processo de urbanização da sociedade brasileira. São visíveis em certas passagens da obra do autor que o que ele propõe são modelos para sociedade em constantes mutações.

## Modernista
As cidades em que viveu — Juiz de Fora, Belo Horizonte e Rio de Janeiro — inspiraram Pedro Nava, mais especificamente o Nava memorialista, cronista e modernista. As rupturas e mudanças arquitetônicas que essas cidades passaram, principalmente na juventude de Nava, eram também reflexos do ideal de novo e moderno que perpassava a sociedade na época, sobretudo em Belo Horizonte. A arquitetura da capital mineira é marco da formação do imaginário dos sujeitos das memórias de Pedro Nava. Proposta de se substituir a Colonial Ouro Preto com seus símbolos do Padroado, resquício colonial que adentrou pelo Império.  Nessa cidade republicana, valorizou-se a Higiene e a Racionalidade. A arquitetura dos prédios públicos e residenciais valorizou formas do passado, usando os materiais da industrialização.
Era uma geração pertencente a um movimento político e literário que propunha a ruptura com o passado. Entretanto, na proposta de construção de uma nova nacionalidade brasileira, essa geração resgatou a arte colonial mineira. Nava esteve entre os intelectuais defensores do colonial mineiro como a raiz da cultura brasileira. O velho em franca exposição dentro do novo, mas no sentido de que o primeiro deveria ser exemplo de um passado a ser superado pelo segundo.  Juntamente a conformação dos núcleos urbanos em que viveu, foi se formando também a escrita modernista de Nava, característica fundamental de boa parte da intelectualidade brasileira da década de 1920, preocupada em discutir propostas de construção para um novo Brasil e de uma nova nacionalidade brasileira.
Pedro Nava também sofre influencias de autores como Proust e Kafka, tanto é que sua bibliografia se observa em traços benjaminianos como construtor de um Nava narrador, sujeito de suas próprias memórias.

## Morte
Matou-se com um tiro na cabeça aos 80 anos, numa praça do bairro da Glória, após ter atendido, em seu apartamento, a um misterioso telefonema. Cogita-se que Nava vinha sendo chantageado por um garoto de programa, informação encoberta pela imprensa à época. Ricardo Setti, em artigo publicado no Observatório da Imprensa, afirma queː 
"Zuenir viu-se intensamente pressionado pelo meio cultural. De sua parte, considerava que o relato provinha de fonte pouco confiável. No final, passou as informações para a sede da revista em São Paulo, enviou a reportagem, contendo um curto parágrafo com a hipótese de chantagem sexual, mas manifestou vigorosamente sua oposição a que o parágrafo fosse publicado".
 Zuenir não colheu pessoalmente o relato do garoto de programa, mas os jornalistas que o fizeram consideraram seu testemunho bastante verossímil.

## Obras
- Capítulos de História da Medicina no Brasil, 1949.
- Baú de Ossos[8], 1972.
- Balão Cativo[9] , 1973.
- Chão de Ferro, 1976.
- Beira-Mar, 1978.
- Galo das Trevas, 1981.
- O Círio Perfeito, 1983.
- Cera das Almas, póstumo, incompleto, 2006.

## Cronologia
1903 – Em 5 de junho, Juiz de Fora, MG, nasceu Pedro da Silva Nava. Filho do médico cearense José Pedro da Silva Nava e da mineira Diva Mariana Jaguaribe Nava.
1916 – Ginasial Colégio Pedro II no Rio de Janeiro, onde teria aulas de História com João Ribeiro.
1921 – Faculdade de Medicina de Belo Horizonte.
1924 – Conhece a vanguarda do modernismo do Brasil, em visita a Belo Horizonte: Tarsila do Amaral, Mário de Andrade, Oswald de Andrade e Godofredo Teles.
1928 – Concluiu sua graduação em Medicina, e já atuava em alguns cargos públicos na área da Saúde na cidade de Belo Horizonte.
1933 – Membro da Sociedade de Medicina e Cirurgia do Rio de Janeiro (SMRJ).
1936 – Livre docente da disciplina de Clínica Médica Universidade de Brasil.
1941 – Diretor do Hospital Carlos Chagas.
1941 – Membro do conselho editorial da Revista Médica Municipal.
1945 – Membro do Instituto Brasileiro de História da Medicina (IBHM).
1947 – Território de Epidauro (Nava, 1947).
1949 – Capítulos da História da Medicina no Brasil (Nava, 1949) (NAVA, Pedro. Capítulos da história da Medicina no Brasil. Rio de Janeiro: Brasil Médico-Cirúrgico, 1949)
1951 – Designado pelo Ministério da Educação e Cultura (MEC) para estudar, na Europa, a organização de clínicas reumatológicas.
1952 – Professor da Escola de Aperfeiçoamento da Policlínica Geral.
1954 – Membro fundador da Associação Brasileira Beneficente de Reabilitação (ABBR).
1956 – Organizador do Serviço de Reumatologia no Hospital dos Servidores do Estado do Rio de Janeiro (HSRJ).
1959 – Catedrático de Reumatologia na Escola Médica da Pontifícia Universidade Católica (PUC).
1961 – Membro da Academia Nacional de Medicina (ANM).
1972 – Baú de ossos: memórias (Nava, 1972).
1973 – Balão cativo: memórias 2 (Nava, 1973).
1973 – Prêmio Personalidade Global e Prêmio Luísa Cláudio de Sousa.
1974 – Prêmios Jabuti, da Câmara Brasileira do Livro; Fernando Chinaglia; e de Literatura da Associação Paulista dos Críticos de Arte.
1975 – Prêmio Fundação Cultural do Distrito Federal e Personalidade Global Literária (TV Globo e Jornal O Globo).
1976 – Chão de ferro: memórias 3 (Nava, 1976).
1979 – Beira-mar: memórias 4 (Nava, 1979).
1981 – Galo das trevas: memórias 5 (Nava, 1981).
1983 - O Círio perfeito: memórias 6 (Nava, 1983).
1983 – Diploma de Homenagem Especial, pela União Brasileira de Escritores.  Em 1985 esse prêmio passou a denominar‐se Prêmio Pedro Nava.
1984 – Prêmio José Olympio, conferido pelo Sindicato Nacional do Editores de Livros.
1984 – Em 15 de maio, suicidou-se na cidade do Rio de Janeiro com um tiro na cabeça por razões desconhecidas — alegadamente, em decorrência de chantagens feitas por um garoto de programa.